# Pierre runique de Kirkjubøur
La pierre runique de Kirkjubøur est l'une des trois pierres runiques retrouvée aux îles Féroé. 
Découverte en 1832 à Kirkjubøur, elle est aujourd'hui exposée au Musée National des Îles Féroé (Føroya Fornminnissavn) à Tórshavn. 
Elle est la plus ancienne des pierres runiques féroïennes, datée entre le IXe siècle et le Xe siècle.